# Gérbics
A gérbics vagy ibolyás gérbics (Limodorum abortivum) a kosborfélék családjába tartozó, melegkedvelő tölgyesekben, karsztbokorerdőkben élő, Magyarországon védett növényfaj. A legnagyobb termetű hazai orchidea. 

## Megjelenése
A gérbics 20-80 (ritkán 100) cm magas, lágyszárú, évelő növény. Föld alatti, 20-25 cm-es rizómájából számos húsos oldalgyökér hatol mélyen a talajba. Erőteljes, vaskos szára virágzás idején zöldeskék vagy -ibolyás színű, később megzöldül. 2-5 db redukálódott, pikkelyszerű levele 4-7 cm hosszú, a szárat hüvelyszerűen körbefogja.   
Május-júniusban virít. Laza virágzatát 7-20 virág alkotja. A külső lepellevelek (szirmok) tojásdad-lándzsásak, szétállók, kívül zöldesibolyák, belül világosibolyák, sötét erekkel tarkítottak; hosszuk 18-23 mm, szélességük 5-8 mm. A belső lepellevelek világosibolyásak, 14-17 mm hosszúak és 3-4 mm szélesek. A mézajak hosszúkás-tojásdad, szélei felhajlanak, szélei épek, sötét ibolyaszínű hosszerekkel tarkítva. A szintén ibolyaszín sarkantyú keskeny, hengeres, ívesen lefelé hajló.            
Termése 22-32 mm hosszú és 7,5-11 mm széles toktermés, amelyben átlagosan 3900 (1600-7700) apró, 1 mm-es mag fejlődik.     

## Elterjedése
Európai és nyugat-ázsiai, szubmediterrán elterjedésű növény. Elterjedésének északi határvonala Belgiumon, Délnyugat-Németországon, Csehországon, Szlovákián, Románián át húzódik a Krímig. Megtalálható Észak-Afrika mediterrán partjai mentén is. Magyarországon a dombvidékek és alacsonyabb hegyvidékek növénye, az Északi-középhegységben, a Dunántúli-középhegységben, a Mecsekben és Sopron környékén található meg, a Nagy-Alföldről teljesen hiányzik.         

## Életmódja
Karsztbokorerdőkben, melegkedvelő tölgyesekben, gyertyános- és cseres-tölgyesekben, bükkösökben, telepített feketefenyvesekben él. A talaj kémhatása közömbös számára, élőhelyein pH 5,38-8,01 (átlagosan 7,7) értékeket mértek.
A többi orchideához hasonlóan fejlődéséhez szüksége van gombákkal alkotott mikorrhizára (gyökérkapcsoltságra). A gérbics erősen mikotróf, külső gyökérsejtjeinek 85%-a érintkezik a gombafonalakkal. A kifejlett növény fotoszintetizál, de az így nyert energia nem fedezi teljesen életműködését és részben szimbiontájára van utalva. Partnerei többnyire galambgombák, elsősorban a földtoló galambgomba, néha a kékeslemezű galambgomba és ritkán egyéb fajok. 
A gérbics csak virágzás és termésérlelés idején jelenik meg a felszínen. Hajtásai Magyarországon májusban jelennek meg. Virágzása május végétől július elejéig tart, középnapja június 9. Nem minden évben virágzik, viszonylag magas a lappangó tövek aránya. Előfordulhat, hogy egy példány egymást követő 4-5 évben is nyílik. Alapvetően rovarbeporzású, főleg a méhek látogatják, de ha a megtermékenyülés elmarad, a felnyíló portokból a pollen a bibére hullik és önmegporzás következik be. A mérések szerint a virágok 68-82%-a termékenyül meg. Ritkán ugyan, de vegetatívan is szaporodhat.

## Természetvédelmi helyzete
Magyarországon jelenleg 131 állománya ismert, a korábbi 157-hez képest visszaszorulása 17%-os. Teljes egyedszáma néhány tízezer lehet. 1982 óta védett, természetvédelmi értéke 10 000 Ft.

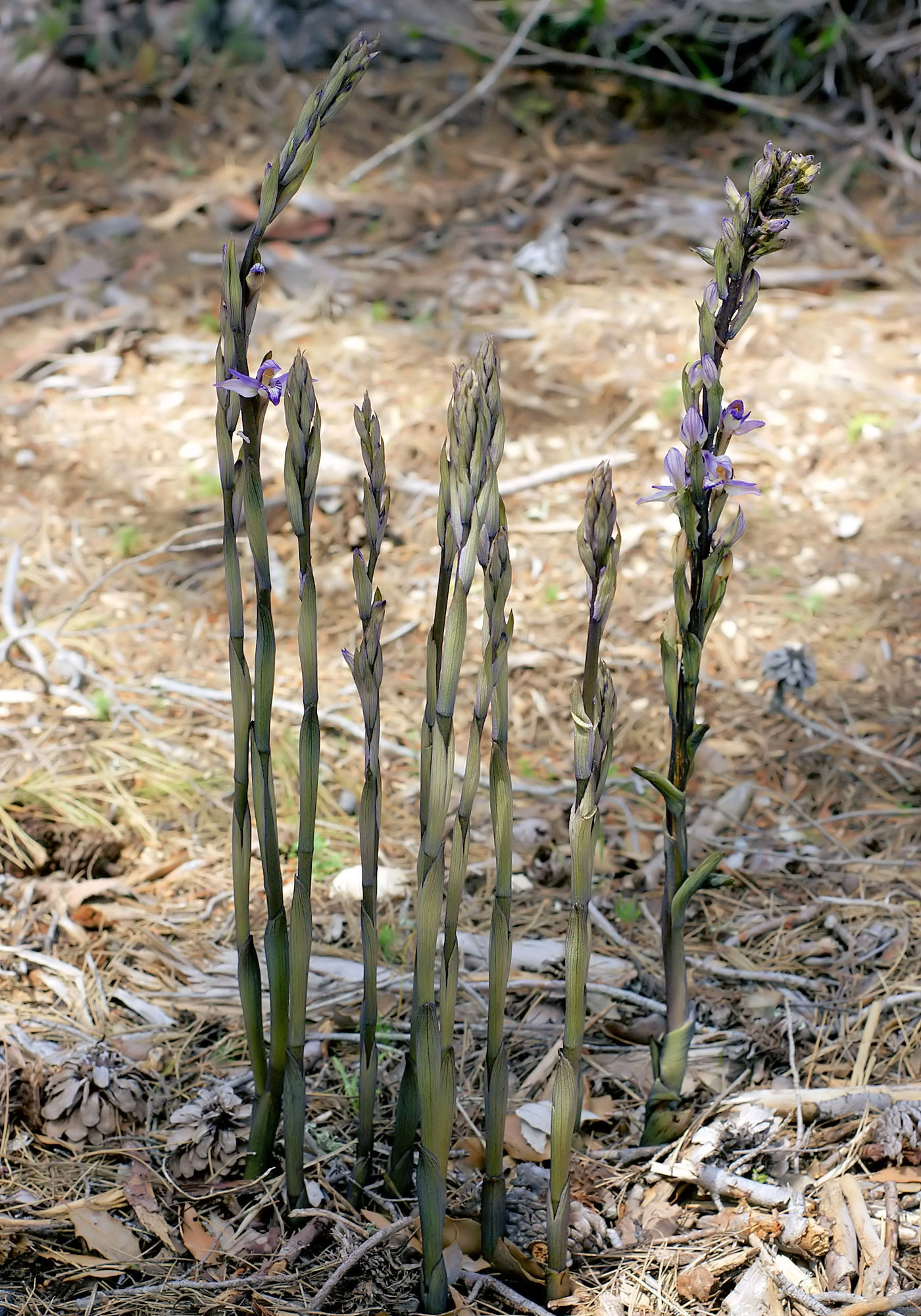
Habitusa
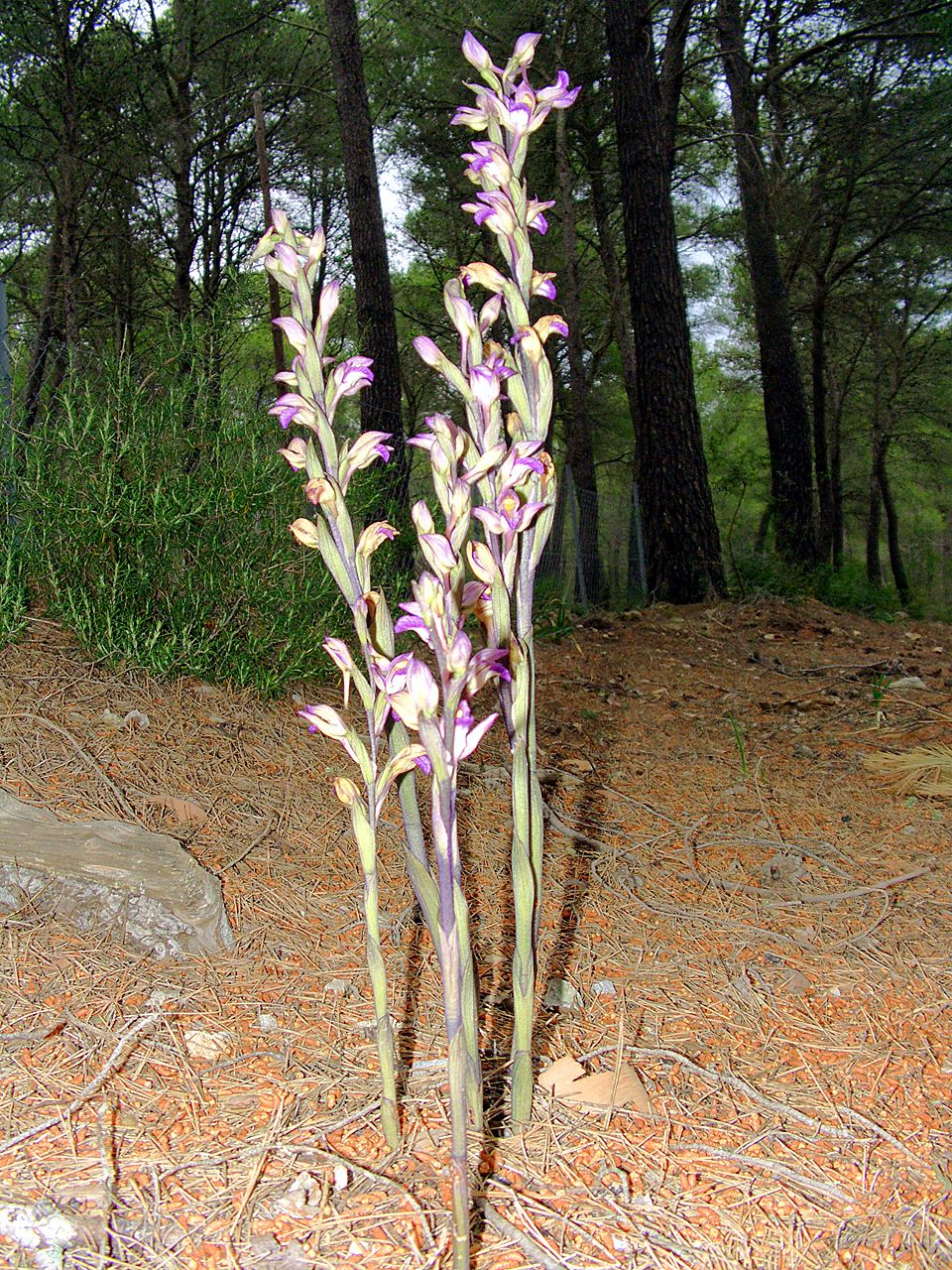
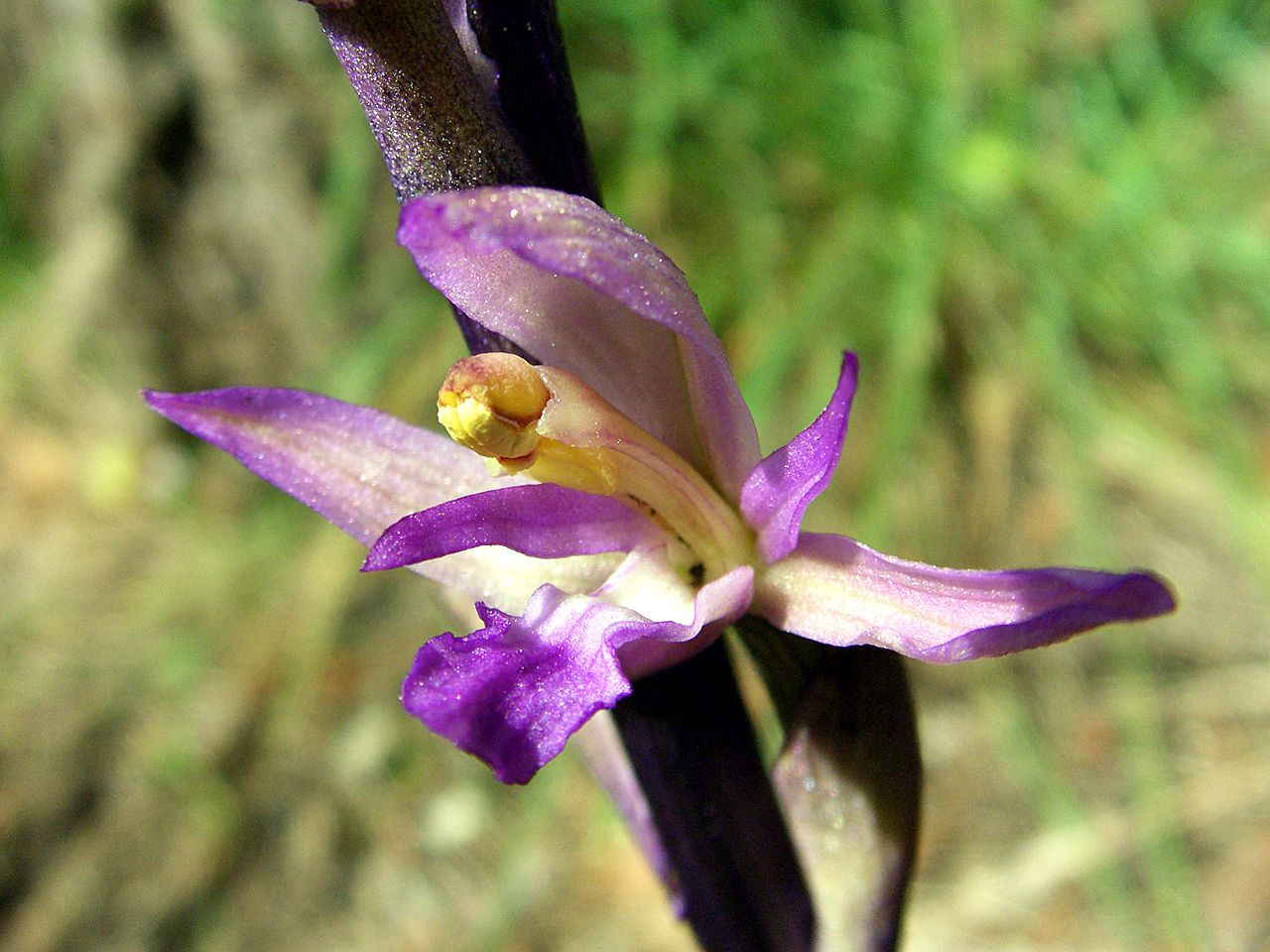
Virága
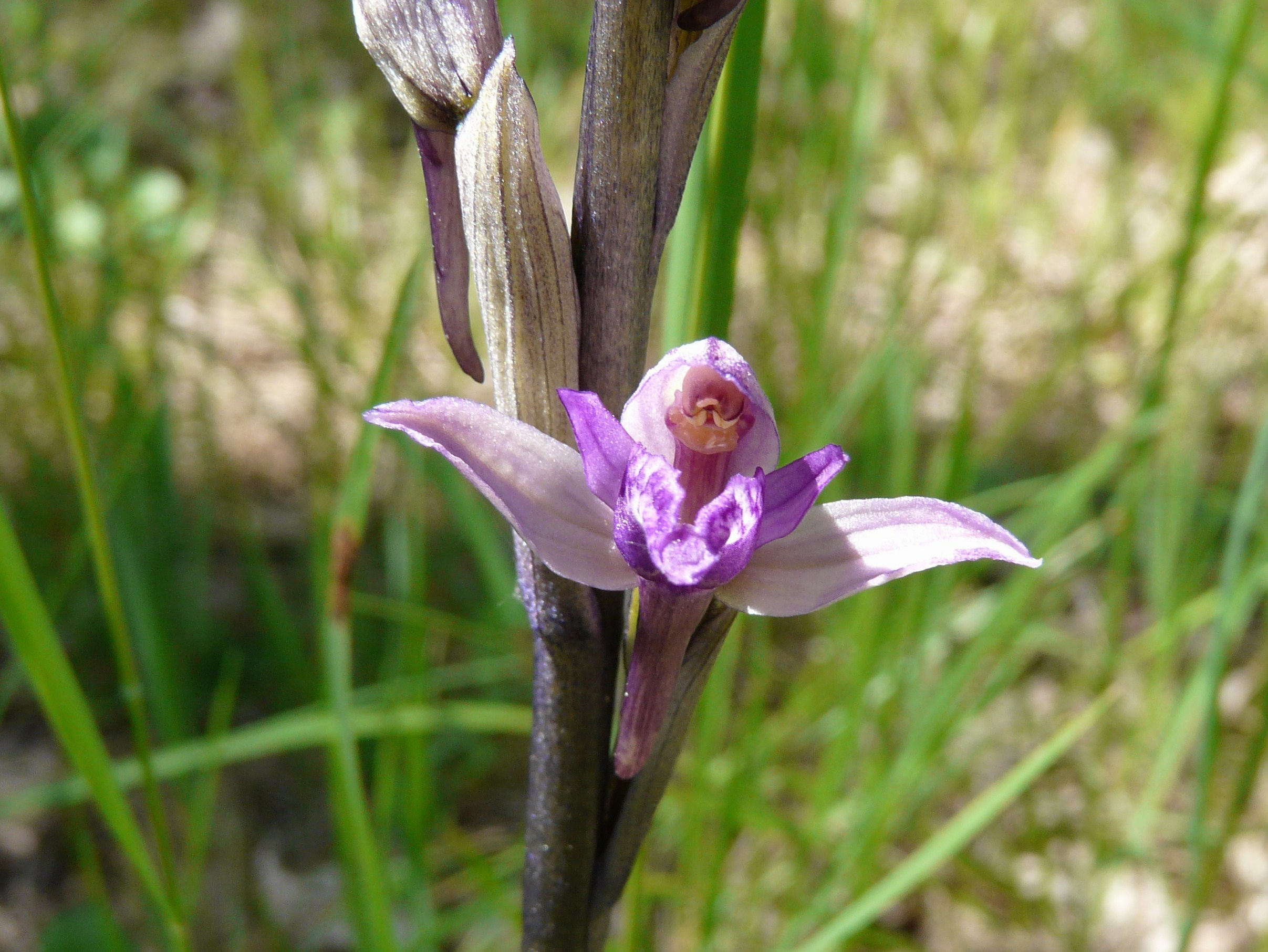
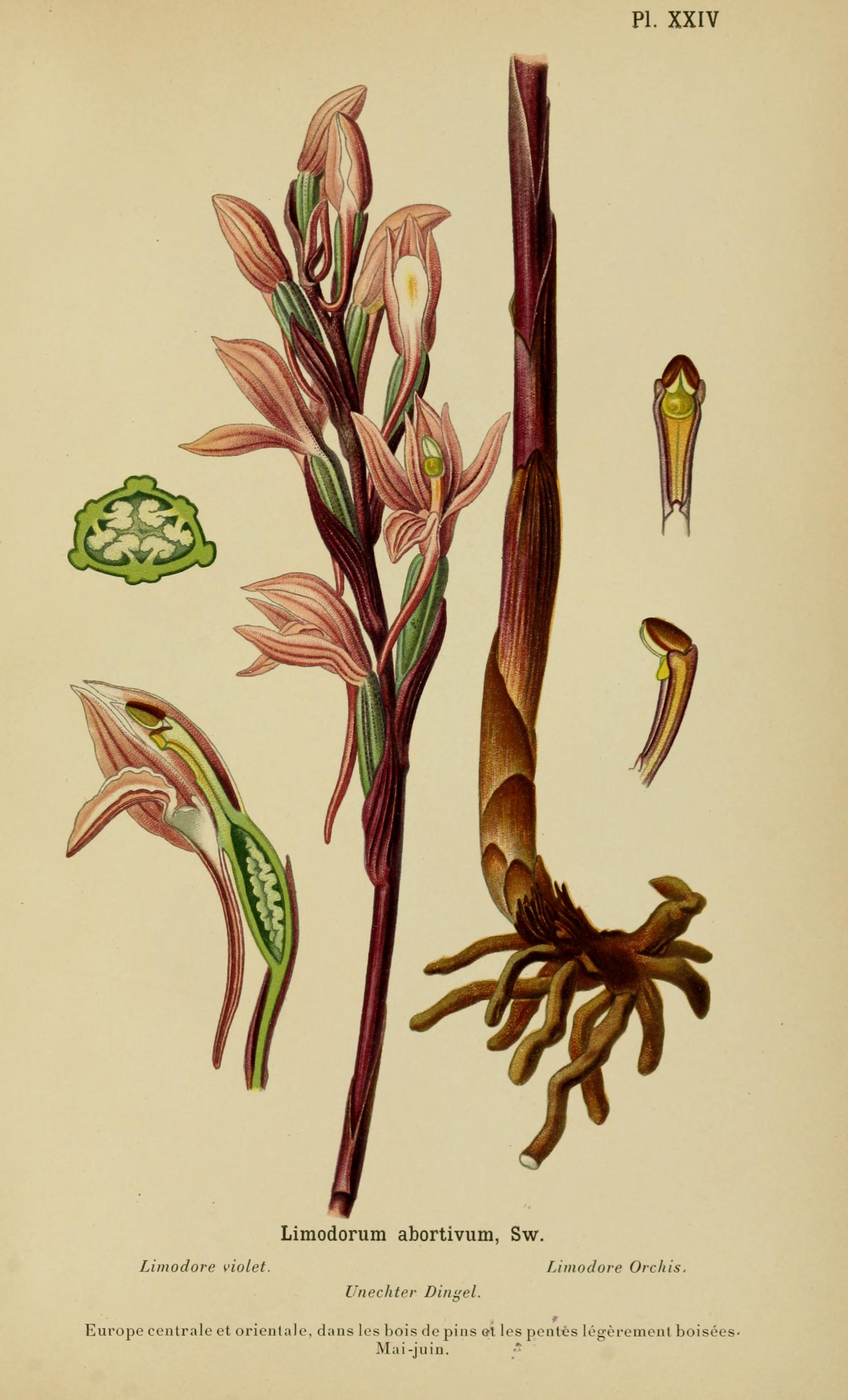
Ábrázolása egy francia botanikakönyvben (1899)